# Wilhelm z Champeaux
Wilhelm z Champeaux (ok. 1070–1121), średniowieczny filozof i teolog. Urodził się w  Champeaux. Uczeń Anzelma z Laon i Roscelina. Rektor szkoły teologicznej w Paryżu przy katedrze Notre-Dame, w której podjął naukę Piotr Abelard. Poniżony przez Abelarda w publicznej dyskusji zrezygnował z zarządzania szkołą i przeniósł się na przedmieścia miasta, gdzie założył klasztor św. Wiktora.